# 북캅카스 토후국

북캅카스 토후국의 기

북캅카스 토후국(체첸어: Къилбаседа-Кавказан Имарат Q̇ilbaseda-Kavkazan Imarat)은 러시아 내전 중에 아바르인과 체첸인이 주도하여 수립한 국가로, 오늘날의 체첸 공화국과 다게스탄 공화국 서부 지역을 통제했다.
1918년 안톤 데니킨 장군의 러시아 백군이 북캅카스 지역 주민들과 충돌하기 시작한 이후, 우준 하지(Узун-Хаджи)가 소규모 부대를 거느리고 베데노(Ведено) 마을에서 데니킨 군대에 대한 전쟁을 선포했다. 1919년 9월 우준 하지는 오스만 제국의 술탄 메흐메드 6세의 보호 하에 독립 국가인 북캅카스 토후국의 수립을 선포했다. 이들은 카바르디아와 남오세티아의 반군 및 조지아 민주공화국과 유대 관계를 맺었으나 끝내 백군의 의용군 세력을 몰아내지 못하고 볼셰비키의 지원에 의존하게 되었다. 1920년 3월 우주 하지가 사망하자 토후국은 해체되었고, 후신 국가로서 산악 자치 소비에트 사회주의 공화국이 들어섰다.

## 같이 보기
- 캅카스 이맘국
- 북캅카스 산악공화국
- 캅카스 에미리트